# Ahmed Dzsemal
Ahmed Dzsemal pasa (Konstantinápoly, 1872. május 6. – Tiflisz, 1922. július 21.) török tábornok, az ifjútörök mozgalom egyik vezetője. 1913-ban közmunkaügyi, 1914-ben haditengerészeti miniszter volt, az első világháború idején a 4. damaszkuszi hadsereg, majd a palesztinai front parancsnoka volt. 1918-ban Enver és Talát pasával együtt Berlinbe menekült, onnan Dzsemal továbbment Afganisztánba, ahol a hadsereg modernizálásával bízták meg. Távollétében Törökországban halálra ítélték. Tifliszben örmény merénylők áldozata lett 1922-ben.

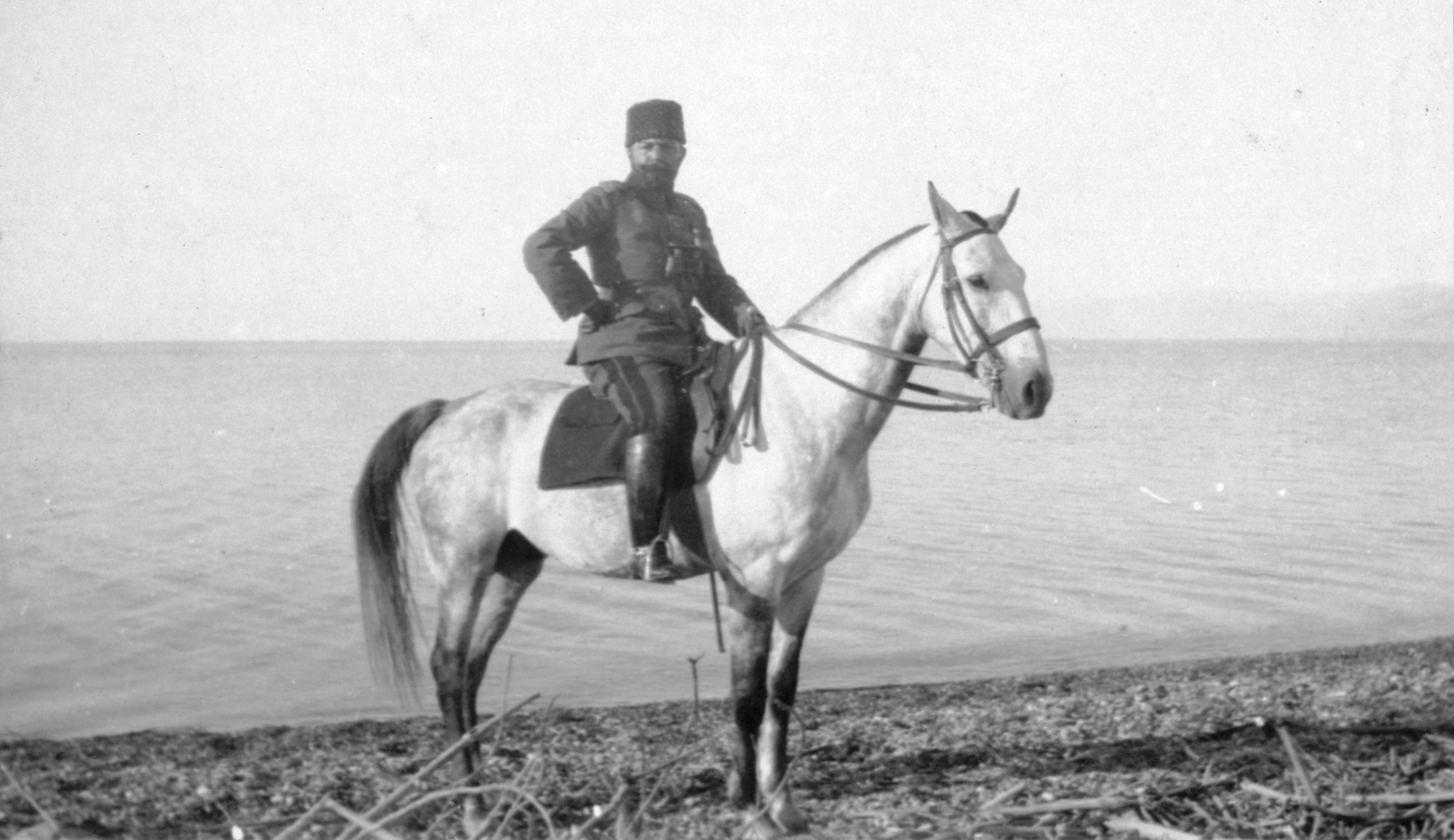
1915-ben a Holt-tenger partján
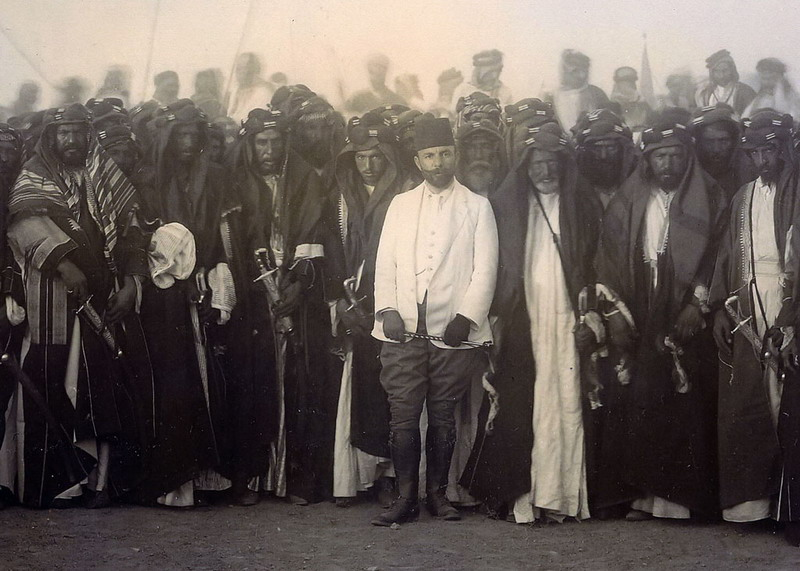
Bagdadban irakiakkal